# Keiko Suenobu
Keiko Suenobu (jap. すえのぶ けいこ, Suenobu Keiko; * März 1979 in Kitakyūshū, Präfektur Fukuoka, Japan) ist eine japanische Manga-Zeichnerin. Ihre Werke lassen sich dem Shōjo-Genre zuordnen, das sich vor allem an weibliche Heranwachsende richtet.

## Leben
Keiko Suenobus ersten Manga-Veröffentlichungen als professionelle Zeichnerin waren Kurzgeschichten. Zwei ihrer ersten kurzen Werke waren in den Sammelbänden Saikyō no Jun’ai (最強の純愛) und Kandō no Jun’ai (感動の純愛) enthalten. Für diese Sammelbände, in denen Geschichten rund um das Thema Liebe veröffentlicht wurden, arbeiteten auch noch andere Autorinnen.
Einen ersten längeren Manga veröffentlichte Suenobu 2001 mit Vitamin, das sich mit dem Thema Mobbing an japanischen Schulen beschäftigt. Die im Manga-Magazin Bessatsu Friend erschienene Manga-Serie umfasst über 200 Seiten und wurde auch ins Deutsche übersetzt. Der endgültige Durchbruch gelang ihr mit Life, das sie seit 2002 für Bessatsu Friend zeichnet. Life behandelt Themen wie Selbstverletzung und wurde in Japan zu einem Erfolg. Der Manga, dessen erste neun Bände sich in Japan bis Sommer 2005 vier Millionen Mal verkauften, gewann 2006 den Kodansha-Manga-Preis, besteht aus über 2000 Seiten (Stand: Juni 2006) und wird unter anderem auch auf Englisch und auf Deutsch veröffentlicht, doch stoppte der Heyne-Verlag die weitere Produktion und Übersetzung. Heyne begründete dies damit, dass es in Deutschland keine allzu große Nachfrage gibt.

## Werke
- Vitamin (ビタミン), 2001
- Life (ライフ), seit 2002
- Happy Tomorrow (ハッピー・トゥモロー), 2003
- Limit (リミット), 2009